# Jan Philip Lange
Jan Philip Lange (* 10. November 1974 in Gehrden) ist ein deutscher Filmproduzent, Herstellungsleiter, Produktionsleiter und Producer für Postproduction.

## Leben und Werk
Nach seinem Abitur besuchte Lange von 1997 bis 2004 die Hochschule für Film und Fernsehen „Konrad Wolf“ in Potsdam-Babelsberg und diplomierte dort 2004 (Dipl. Film- und Fernsehwirtschaftler). Er arbeitete bereits seit seinem 14. Lebensjahr als Filmemacher in verschiedenen Funktionen wie Aufnahmeleiter, Regieassistent, Regisseur und Editor. 2001 gründete Lange gemeinsam mit Niklas Bäumer und Anke Hartwig in Berlin die Junifilm GmbH und wirkte als deren Gesellschafter, Geschäftsführer und Produzent. Von 2003 bis 2005 arbeitete Lange als Producer für die Studio Hamburg Produktion GmbH und gründete im Anschluss seine zweite Firma (Shamrock Media Ltd.), bevor er 2006 zum WDR als Produktionsleiter für Auftrags-, Co- und Eigenproduktionen wechselte. Von April 2008 bis Dezember 2012 arbeitete er als Herstellungsleiter für die Hamburger Relevant Film. Zum Januar 2013 wechselte Jan Philip Lange für zwei Jahre die Branche und war als Betriebsleiter der Verkehrsbetriebe Hamburg-Holstein AG und als Geschäftsführer des Tochterunternehmens Orthmann’s Reisedienst GmbH tätig. Von 2015 bis 2016 war er beim Film-Postproduktionsunternehmen The Post Republic als Inhouse Producer und Leiter der Hamburger Niederlassung beschäftigt, anschließend als freier Produktionsleiter und von Mitte 2017 bis 2018 als Herstellungsleiter bei der Hamburger Tamtam Film GmbH. Seit Oktober 2018 ist Lange wieder geschäftsführender Gesellschafter und Produzent der Junifilm GmbH, deren Sitz er von Berlin nach Hannover verlegte. Zudem vertritt er seit April 2020 die Bremedia Produktion GmbH als Herstellungsleiter.

## Filmografie (Auswahl)
- 1996: Verschenk dein Herz  (Regie, Buch, Schnitt, Produktion)
- 1997: Die Straßen von Berlin (Regieassistenz)
- 2001: Mehr als nur… Sex (1. Aufnahmeleitung)
- 2003: Befreite Zone (ausführender Produzent und Produktionsleitung)
- 2003: Mast Qalander  (Produktionsleiter, Co-Produzent)
- 2003: Nachbarinnen  (Produzent)
- 2005: Die Abstauber  (Producer)
- 2005: Sketchköppe  (Producer)
- 2005: Die Anwälte  (Producer/nur Entwicklung)
- 2005: Karger (Produktionsleitung)
- 2006: Nichts geht mehr (Produktionsleitung)
- 2007: Dellings Woche (Produktionsleitung)
- 2007: Menschen hautnah (Produktionsleitung)
- 2007: die story (Produktionsleitung)
- 2007: ARD exclusiv (Produktionsleitung)
- 2008: Dellings Woche (Produktionsleitung)
- 2008: Rennschwein Rudi Rüssel – Die Serie (Herstellungsleitung)
- 2008: Frischer Wind (Herstellungsleitung)
- 2009: Liebe Mauer (Herstellungsleitung)
- 2009: Rennschwein Rudi Rüssel – Die Serie (Herstellungsleitung)
- 2009: Pilgerfahrt nach Padua (Herstellungsleitung)
- 2010: Tod am Engelstein (Herstellungsleitung)
- 2011: Weihnachten – ohne mich, mein Schatz (Herstellungsleitung)
- 2011: Auslandseinsatz (Herstellungsleitung)
- 2012: Nur eine Nacht (Herstellungsleitung)
- 2012: Mit geradem Rücken (Herstellungsleitung)
- 2012: Der Tote im Watt (AT) (Herstellungsleitung)
- 2015: Familie verpflichtet (Postproduction Producer)
- 2016: Die Männer der Calliditas (Produzent, Regisseur)
- 2016: Vor der Morgenröte (Postproduction Producer)
- 2016: Das Löwenmädchen (Postproduction Producer)
- 2017: Jenseits des Spiegels (Produktionsleitung, Postproduction Producer)
- 2018: Wo kein Schatten fällt (Produktionsleitung, Postproduction Producer)
- 2018: In Love and War (Line Producer Deutschland)
- 2019: Amara Terra Mia (Produzent)
- 2019: Big Dating (Produktionsleitung)
- 2020: Der mit den Wölfen lebt (Produzent)
- 2023: LasVegas (Produzent)